# Cărturan
Cărturan este un film dramatic românesc din 2019 în regia lui Liviu Săndulescu (debut regizoral). Rolurile principale au fost interpretate de actorii Teodor Corban, Dana Dogaru, Cristina Flutur, Adrian Titieni și Tudor Brătucu. A avut premiera mondială la Festivalul de Film de la Busan (Coreea de Sud), pe cea europeană, la Festivalul de la Varșovia (Polonia) și a rulat în cinematografele din România din 8 noiembrie 2019.

## Distribuție
Sursa: 
- Teodor Corban - Cărturan
- Adrian Titieni - Preot
- Cristina Flutur - Ana
- Dana Dogaru - Saveta
- Iulia Lumânare - Eugenia
- Marcelo Cobzariu - Codin
- Sergiu Costache - Giani
- Carmen Tănase - Directoarea
- Violeta Hareț - Doamna Ștefania
- Elvira Rîmbu - Preoteasa
- Silvia Găscă - Mama lui Mihăiță
- Codin Maticiuc - Tânărul din autobuz
- Vlad Popescu - Cristi
- Tudor Brătucu - Mihăiță

## Primire
În 2020 a primit premiul UCIN pentru cel mai bun scenariu.